# Lövstaholms bruk
Lövstaholms bruk, ursprungligen Löfstaholms bruk eller Lövholm, var ett järn- och sågverk beläget i Lysviks socken, Värmland, som grundades omkring 1750 av assessor Antonsson. Bruket etablerades när Antonsson fick tillstånd att flytta verksamheten från Edsvalla manufakturverk till Lövåsen vid Tvärån. Området var tidigare en nästan obruten skogsmark, och för att driva bruket krävdes stora mängder ved och kol från omgivningen.
Verksamheten vid Lövstaholms bruk inleddes som ett järnbruk och fortsatte i denna form fram till 1880. Därefter omvandlades det till ett sågverk, som var i drift fram till cirka 1900.